# Kleinesingel
De Kleinesingel, ook gespeld als Kleine Singel, is een straat in de Nederlandse stad Utrecht in de wijk de Wittevrouwen, die loopt van de Wittevrouwensingel tot de Kapelstraat, Gildstraat en de Blauwkapelseweg waar hij in over gaat.
Zijstraten van de Kleinesingel zijn de Grifthoek en het Marmerplein. Deze straten zijn door de stedenbouwkundige ontwikkelingen van na het jaar 2000 ontstaan, daarvoor kende de Kleinesingel geen zijstraten. De Kleinesingel dankt zijn naam aan de gelijknamige in 1933 gedempte waterloop tussen de Stadsbuitengracht en de Oostveense Vaart, die zich bevond ter hoogte van de huidige Kapelstraat en Blauwkapelseweg.
Vroeger stond aan de Kleinesingel de Gemeentelijke Gasfabriek. Nadat deze was afgebroken bleek de bodem zo verontreinigd dat ze niet gesaneerd kon worden. De vervuiling is ter plaatse vastgelegd door er een enorme diepwand omheen te plaatsen. Een diepwand is een gewapend betonnen damwand, die volgens een bepaalde procedure in de grond is gemaakt. De wand heeft een zeer lange levensduur. De grond binnen de wand wordt continu als een polder bemalen, daardoor kan geen lekkage (van eventueel gif) naar buiten ontstaan. Op het afgedekte vervuilde gebied is het Griftpark aangelegd. Hier komen veel stadsbewoners om te recreëren.
Behalve de Gemeentelijke gasfabriek was op de hoek van de Wittevrouwensingel en de Kleinesingel ook de Gemeentelijke Sociale Dienst gevestigd. Het Bureau en Wijkgebouw van de Gemeentelijke Geneeskundige Dienst werd al in 1931 gesloopt om de straat te kunnen verbreden. Vroeger waren er aan deze straat ook tal van winkels en een benzinestation gevestigd. Ter hoogte van waar nu het Marmerplein is had een hoefsmid zijn werkplaats. N.V. Takken's Brandstoffenhandel had achter zijn pand een groot terrein met een enorme bergen steenkool liggen die bestemd was om als huisbrandstof te worden verkocht.
Van de Kleinesingel kan gezegd worden dat het stedelijk karakter totaal is gewijzigd. De meeste oude bebouwing is afgebroken en vervangen door nieuwbouw, ook wat is gebleven is sterk veranderd.

## Fotogalerij

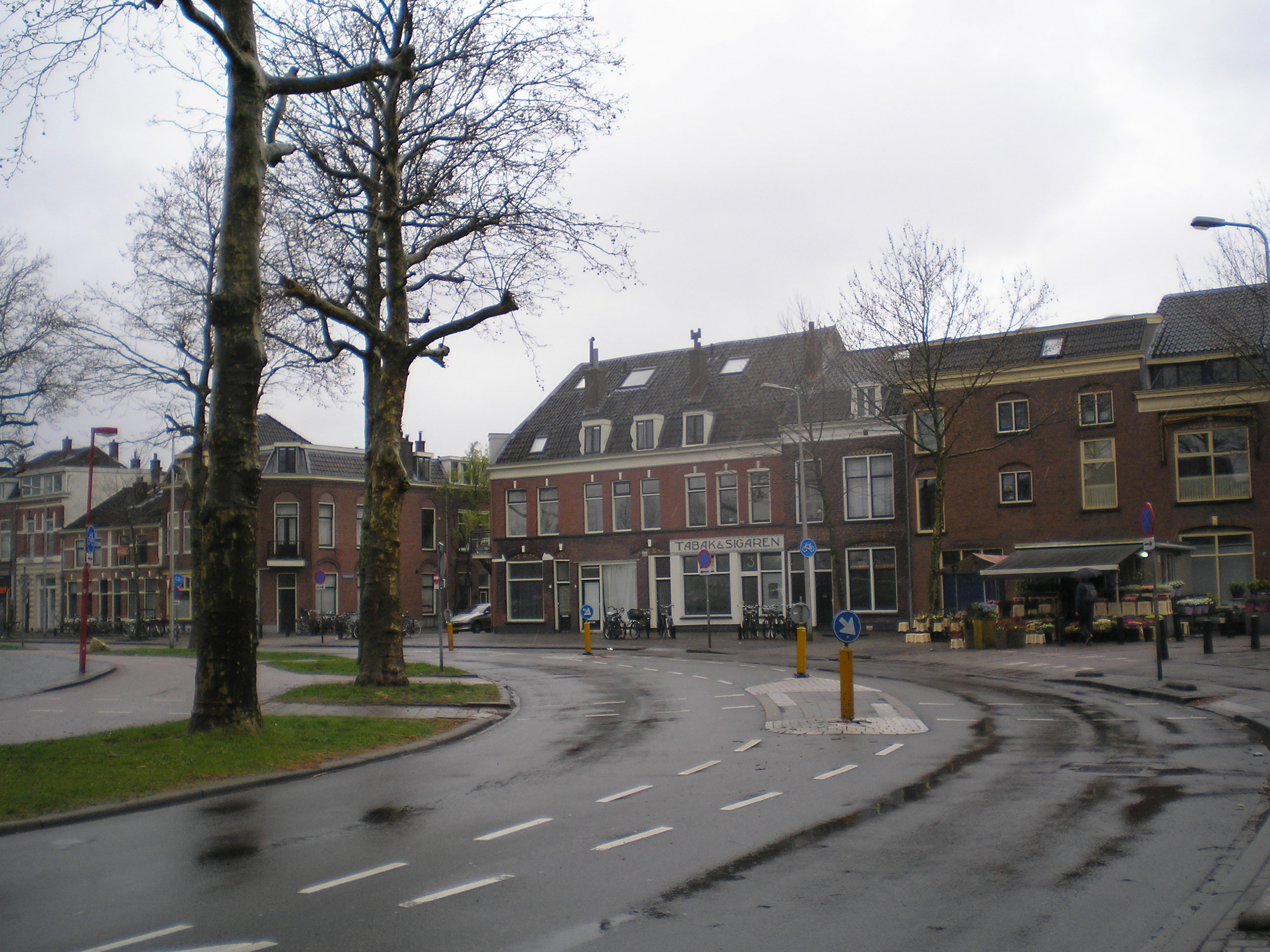
Kleinesingel met na de bocht de Blauwkapelseweg en achteraan rechts de Zandhofsestraat te Utrecht
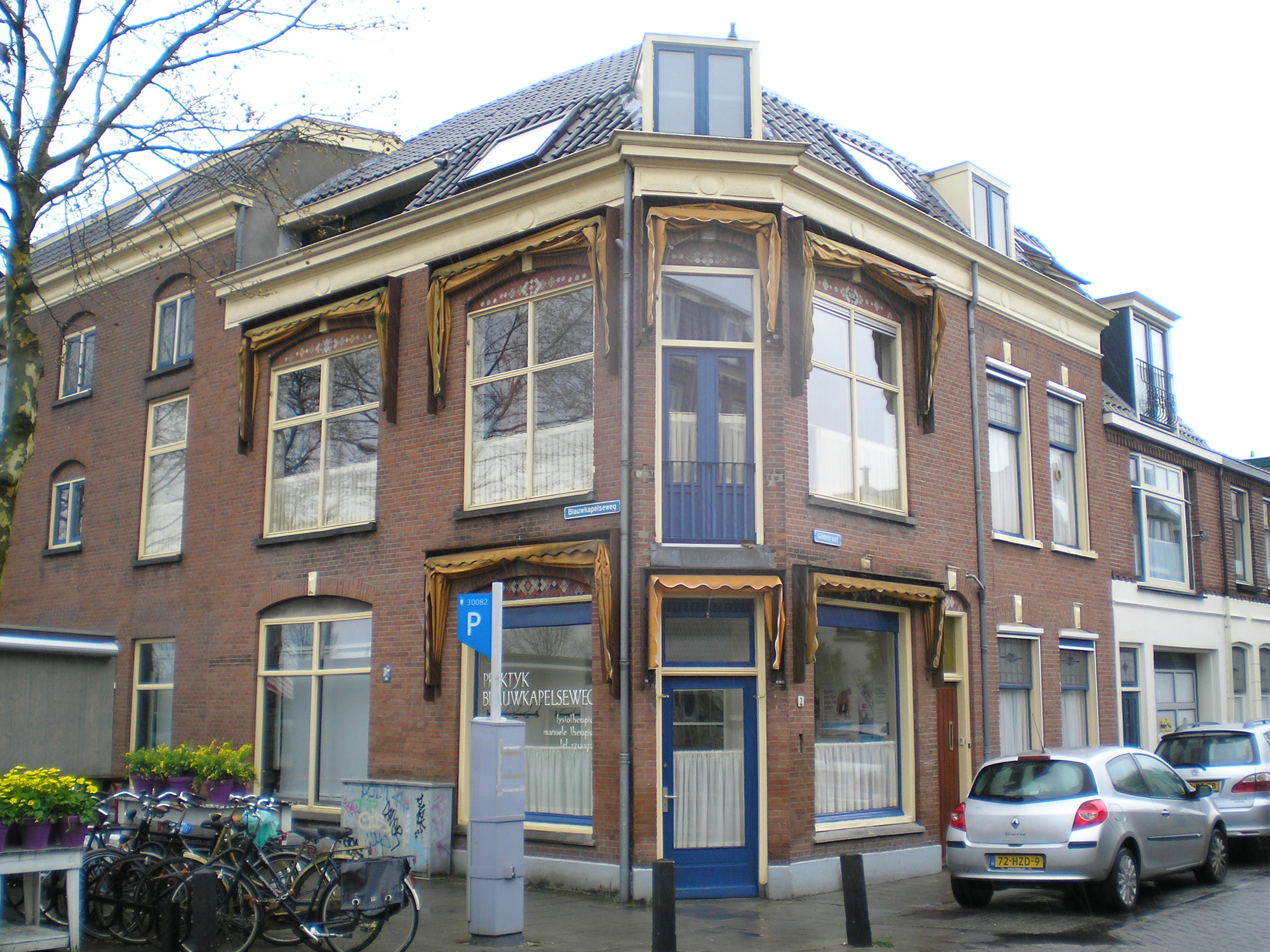
Kleinesingel hoek Blauwkapelseweg en de Gildstraat
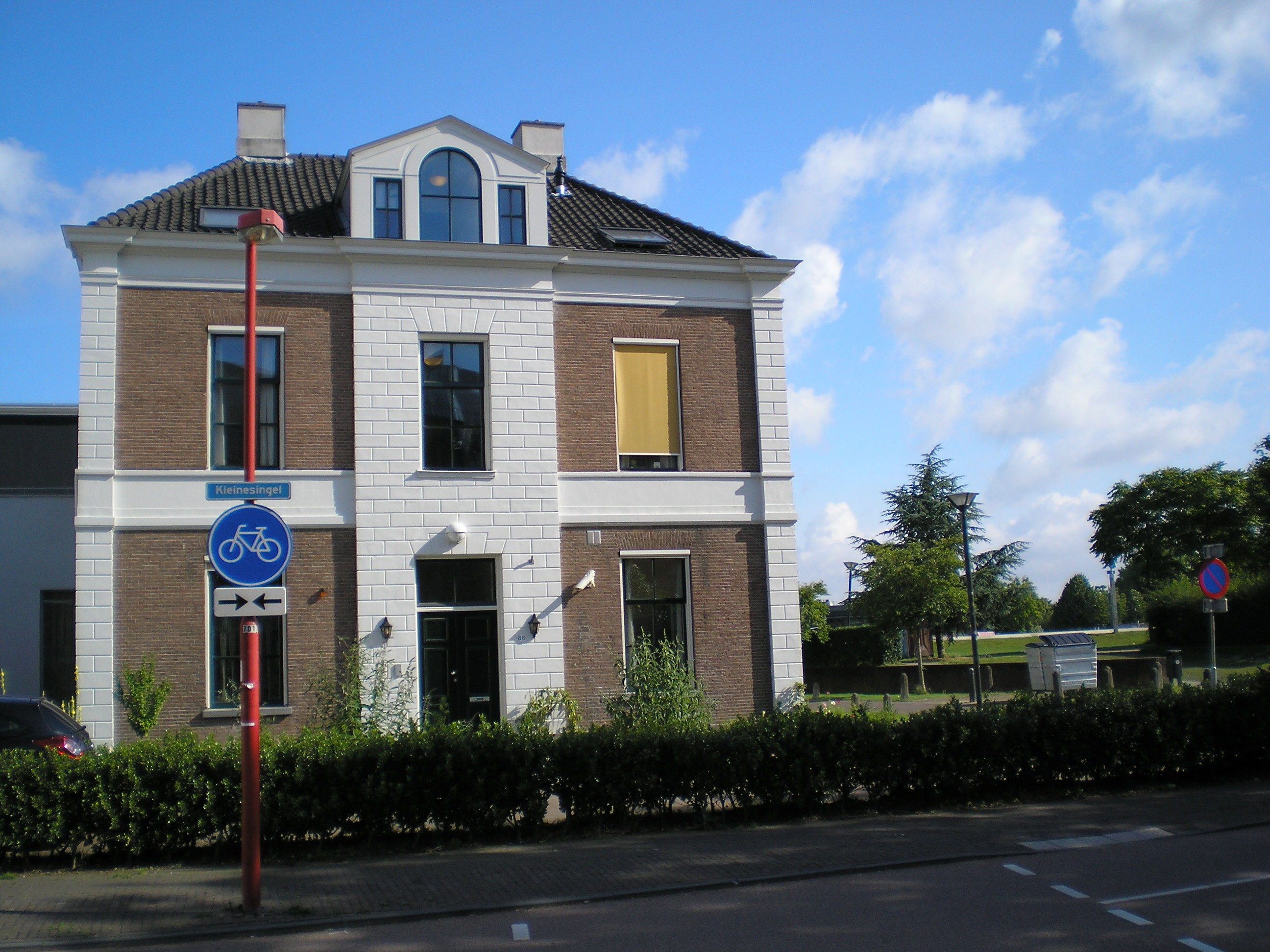
Voormalige opzichterwoning van het gasbedrijf, later Sociale dienst aan de Wittevrouwensingel 88 met rechts het Griftpark
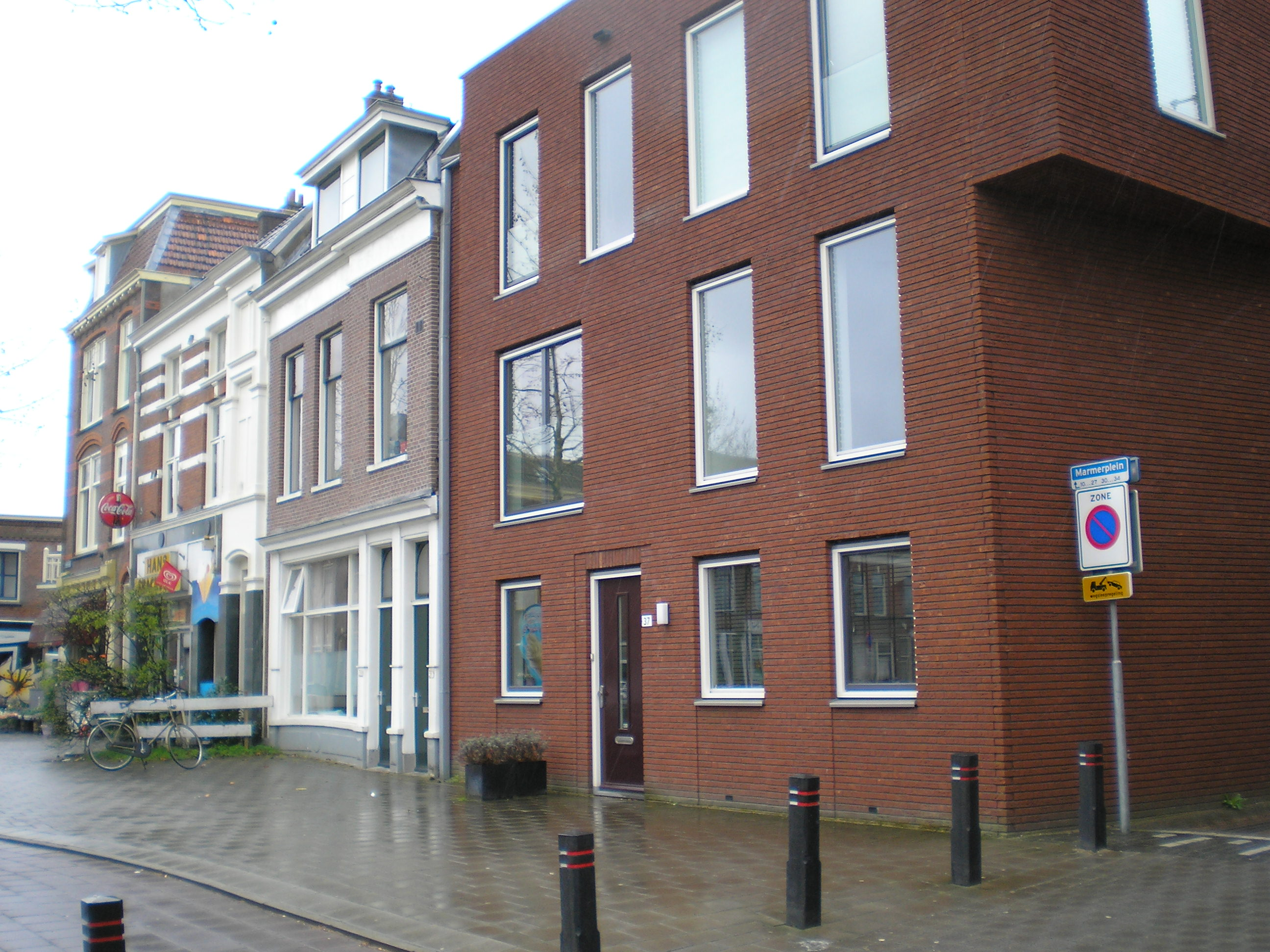
Marmerplein hoek Kleinesingel waar vroeger een poort was, aan het einde rechts de Kapelstraat
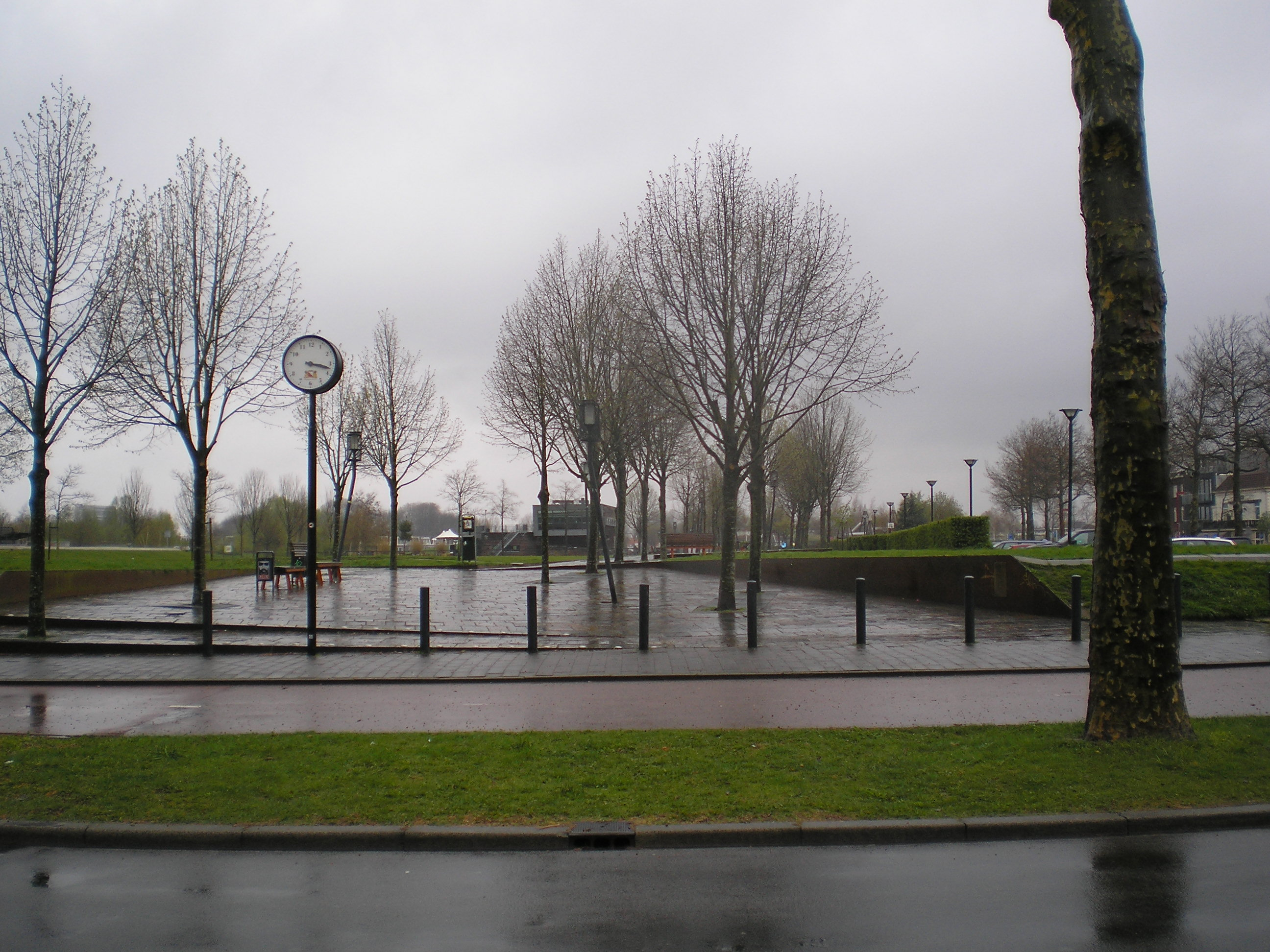
Kleinesingel met aan de overkant de Grifthoek

Biltstraat ·
Blauwkapelseweg ·
Bollenhofsestraat ·
Hoefsmederijpad ·
Hoefsmederijstraat ·
Hoefijzerstraat ·
Kapelstraat ·
Kleinesingel ·
Poortstraat ·
Veeartsenijpad ·
Veeartsenijstraat ·
Wittevrouwensingel